# Квартет Хиндаров
Квартет Хиндаров (норв. Hindarkvartetten, поначалу также Бергенский струнный квартет, норв. Bergen Strykekvartett) — норвежский струнный квартет, выступавший в 1944—1980 гг. В первоначальном составе квартета были три брата Хиндара, два из которых остались его участниками на всём протяжении работы ансамбля. Поддержку квартету оказывал преподаватель братьев, композитор Лейф Сольберг, написавший несколько произведений специально для коллектива. Возникнув в Бергене, квартет с 1949 года базировался в Осло, поскольку братья Хиндары перешли на работу в Филармонический оркестр Осло.

## Состав
Первая скрипка:
- Иштван Ипольи (1944—1945)
- Юн Брудаль (1945—1950)
- Арвид Фладмоэ (1950—1958)
- Бьярне Ларсен (1958—1960)
- Лейф Йоргенсен (1960—1980)

Вторая скрипка:
- Петер Хиндар (1944—1959)
- Арне Монн-Иверсен (1959—1960)
- Бьярне Фискум (1960—1964)
- Тронн Эйен (1964—1980)

Альт:
- Йоханнес Хиндар (1944—1980)

Виолончель:
- Леви Хиндар (1944—1980)